# Улица Эйнштейна
У́лица Эйнште́йна (словац. Einsteinova ulica) — улица в Братиславе, в городском квартале Петржалка. На ней находятся популярный торговый центр Аупарк (Aupark) и старейшая в Петржалке гимназия (на сегодняшний день одна из самых известных гимназий в Словакии, где изучается русский язык). Неподалёку расположен выставочный центр Инхеба (Incheba).
Улица названа в честь обладателя Нобелевской премии по физике Альберта Эйнштейна. До 1990 года улица называлась улицей Макаренко, по имени советского педагога Антона Макаренко (1888—1939).